# Tour de Flandes 2011
El Tour de Flandes 2011 fue la 95.ª edición de esta clásica ciclista belga. Se disputó el domingo 3 de abril de 2011 entre Brujas y Ninove, con un trazado de 256,3 km. El recorrido incluyó 18 cotas.
La prueba perteneció al circuito UCI WorldTour 2011.
Tomaron parte en la carrera 25 equipos: los 18 de categoría UCI ProTeam (al ser obligada su participación); más 7 de categoría Profesional Continental (Landbouwkrediet, Cofidis, le Crédit en Ligne, FDJ, Veranda's Willems-Accent, Skil-Shimano, Team Europcar y Topsport Vlaanderen-Mercator).
El ganador final fue Nick Nuyens que se impuso en el sprint del terceto cabecero a Sylvain Chavanel y Fabian Cancellara, respectivamente.

## Recorrido
El recorrido pasaba por 18 cotas, 11 de ellas adoquinadas:
| Número | Nombre          | Km  | Tipo         | Longitud (m) | Pendiente media |
| ------ | --------------- | --- | ------------ | ------------ | --------------- |
| 1      | Tiegemberg      | 70  | asfalto      | 750          | 5,6 %           |
| 2      | Nokereberg      | 80  | pavé         | 350          | 5,7 %           |
| 3      | Rekelberg       | 127 | asfalto      | 800          | 4 %             |
| 4      | Kaperij         | 139 | pavé         | 1.000        | 5,5 %           |
| 5      | Kruisberg       | 154 | asfalto      | 1.875        | 4,8 %           |
| 6      | Knokteberg      | 164 | asfalto      | 1.100        | 8 %             |
| 7      | Vieux Quaremont | 171 | pavé         | 2.200        | 4,2 %           |
| 8      | Paterberg       | 175 | pavé         | 400          | 12,5 %          |
| 9      | Koppenberg      | 181 | pavé         | 1.100        | 7,6 %           |
| 10     | Steenbeekdries  | 187 | pavé         | 820          | 7,1 %           |
| 11     | Taaienberg      | 190 | pavé         | 800          | 4,2 %           |
| 12     | Eikenberg       | 194 | pavé         | 1.250        | 5,8 %           |
| 13     | Molenberg       | 209 | pavé         | 463          | 7 %             |
| 14     | Leberg          | 216 | asfalto      | 700          | 6,1 %           |
| 15     | Valkenberg      | 225 | asfalto      | 875          | 6,1 %           |
| 16     | Tenbosse        | 232 | asfalto      | 450          | 6,9 %           |
| 17     | Muur-Kapelmuur  | 242 | pavé         | 1.075        | 9,3 %           |
| 18     | Bosberg         | 246 | pavé/asfalto | 980          | 5,8 %           |

## Clasificación final
| Posición | Ciclista            | Equipo                   | Tiempo     |
| -------- | ------------------- | ------------------------ | ---------- |
| 1.       | Nick Nuyens         | Saxo Bank                | 6h 00' 42" |
| 2.       | Sylvain Chavanel    | Quick Step               | m.t.       |
| 3.       | Fabian Cancellara   | Leopard Trek             | m.t.       |
| 4.       | Tom Boonen          | Quick Step               | + 2"       |
| 5.       | Sebastian Langeveld | Rabobank                 | m.t.       |
| 6.       | George Hincapie     | BMC Racing               | + 5"       |
| 7.       | Björn Leukemans     | Vacansoleil-DCM          | m.t.       |
| 8.       | Staf Scheirlinckx   | Veranda's Willems-Accent | m.t.       |
| 9.       | Philippe Gilbert    | Omega Pharma-Lotto       | m.t.       |
| 10.      | Geraint Thomas      | Sky                      | m.t.       |